# Камеди-рок
Камеди-рок (англ. Comedy rock) — рок-музыка с элементами комедии, сатиры или пародии.

## История
Ранние примеры камеди-рока появились в США в 1950-е годы. Стен Фреберг (Stan Freberg) высмеивал таких исполнителей, как Элвис Пресли, Гарри Белафонте, The Platters и Шеб Вули (Sheb Wooley), чей хит «The Purple People Eater» достиг первого места в рейтинге Billboard в 1958 году и удерживал позиции 6 недель.
В Великобритании в 1950—1960-х годах комики из шоу «Жлобы» (The Goon Show), а также Чарли Дрейк часто попадали в хит-парады с юмористическими песнями в жанре рок-н-ролл. В дальнейшем подобные композиции выпускали группы The Scaffold, The Bonzo Dog Doo-Dah Band и Alberto y Lost Trios Paranoias, а также британский комик Митч Бенн (Mitch Benn).
Ещё один пример — британская группа The Barron Knights, среди прочего пародировавшая такие группы, как The Rolling Stones, The Animals, The Beatles, Freddie and The Dreamers, The Honeycombs, The Supremes, The Bachelors и другие.
Другой пример — британский комик, пародист и мультиинструменталист Стиви Рикс, специализирующийся на пародиях на легендарных музыкантов — таких, как Бинг Кросби, Рой Орбисон, Элвис Пресли, Джон Леннон, Мик Джаггер, Майкл Джексон, Том Джонс и других.
Некоторые камеди-рок-исполнители, такие как Фрэнк Заппа, Tenacious D и Flight of the Conchords, создавали тексты с забавным и остроумным содержанием для большего комического эффекта. Другие исполнители, такие как Dread Zeppelin , Beatallica и GWAR больше полагались на свой вызывающий вид, костюмы и трюки.
Дэн Финнерти с группой The Dan Band выступал в комедиях Тодда Филлипса Старая закалка и Мальчишник в Вегасе с песнями Total Eclipse of the Heart и Candy Shop, а также принимал участие в шоу, где пародировал женские кавер-версии песен.
Многие успешные рок- и панк-рок группы включали в свои тексты элементы камеди-рока, среди них: Bloodhound Gang, Blink-182, Bowling For Soup, Reel Big Fish, Sublime, Primus, System of a Down, Green Jellÿ, They Might Be Giants, The Presidents of the United States of America и The Offspring.
Рок был целью многих пародий, и несколько исполнителей (например, The Hee Bee Gee Bees, Spinal Tap в США, Bad News в Великобритании) выпустили записи, достигшие рекордных мест в чартах. «Странный Эл» Янкович, исполняющий пародии уже несколько десятилетий, продал свыше 12 миллионов своих дисков (больше, чем любой другой исполнитель камеди-рока). Вымышленная дэт-метал-группа Dethklok является главными героями мультсериала Металлопокалипсис, и их альбом The Dethalbum дебютировал на 21-м месте в хит-параде Billboard Top 200.
Группа Steel Panther (ранее известная как Metal Skool), пародирующая глэм-метал 1980-х годов, стала популярной в клубах лос-анджелесского Сансет-Стрипа, и её успех «открыл двери» в Голливуд для других групп таких, как The Jimi Homeless Experience.
Панк-рок также внес свой вклад в камеди-рок; в этом жанре выступали Dead Milkmen, The Aquabats, Jilted John и The Voluptuous Horror of Karen Black.
В СССР в 1980-х годах приобрели популярность многочисленные камеди-рок-музыканты, в том числе исполнявшие своеобразные пародии на советский рок, зачастую с остросатирическим антисоветским колоритом. Самыми известными представителями данного жанра были «ДК», «Сектор Газа», «НОМ», «Облачный край», «Бэд Бойз», Александр Лаэртский, «Бахыт-Компот», «Ноль», «НИИ Косметики», «Манго-Манго», «Тайм-Аут», стёб-рок-бард «Красный Огурец», «Водопад имени Вахтанга Кикабидзе», «Дети Петра» и другие. Позднее на постсоветском пространстве получили известность другие группы, творчество которых целиком или до определённого момента может быть отнесено к камеди-року: «Клуб Унылых Лиц», «Ляпис Трубецкой» (до 2007 года) и «Леприконсы» из Белоруссии, «Кирпичи», «Красная плесень».
Многие из менее популярных групп, связанных с камеди-роком, часто изобретают оригинальные имена для тех жанров, в которых они играют: например, группа из Новой Зеландии «Shit, Shit, We’re Dying» назвала свой камеди-хардкор «Post-Extreme Blasphemecore».